# Nasturtium groenlandicum
Nasturtium groenlandicum là một loài thực vật có hoa trong họ Cải. Loài này được (Hornem.) Kuntze mô tả khoa học đầu tiên.